# When Fate Was Kind
When Fate Was Kind è un cortometraggio muto del 1914. Il nome del regista non viene riportato nei credit.

## Produzione
Il film fu prodotto dalla Balboa Amusement Producing Company in associazione con la Pathé Frères. Venne girato a Long Beach, la cittadina californiana sede della casa di produzione.

## Distribuzione
Distribuito dalla Eclectic Film Company, il film - un cortometraggio di tre bobine - uscì nelle sale cinematografiche statunitensi nel dicembre 1914.